# Mogos
Mogos (románul: Mogoș) falu és falu Romániában, Erdélyben, Fehér megyében, Mogos község központja.

## Fekvése
A Torockói-hegységtől keletre fekvő, vulkáni és üledékes eredetű hegyekkel körülvett medencében, a Diódi-patak forrásvidékén található szórványtelepülés. A hozzá tartozó falvak 1300 méter magasságig kúsznak fel. A községközpont Albrudbányától a 2012-ben leaszfaltozott DJ1071-es műúton közelíthető meg.

## Története
Erdőirtásokon jött létre. 1770-ben Mogos néven említették, egyik mai alkotórésze 1808-ban Mamaligani. A községhez tartozó 26 mai település közül 21-nek a neve családnévből származik. Alsófehér vármegyéhez tartozott. 1785-ben itt fogták el a bujkáló Crişant. Lakossága a gyulafehérvári püspökség jobbágyaiból állt. Kiválóan értettek a szalmatető fölrakásához, a környék házain sokszor végeztek ilyen munkát. A szegényebbek közül 1921-ben és 1945–47-ben sokan részt vettek a telepítésekben – a második világháború után többek közt Szászszentlászlón és a Bánátban kaptak földet. A szocializmus idején sokan költöztek a városokba is.

## Népessége
- 1850-ben az akkor még egy közigazgatási egységet képező Mogoson 2815 lélek élt, közülük 2799 volt román nemzetiségű; 2380 ortodox és 434 görögkatolikus vallású.
- 2002-ben a községnek 1114 lakosa volt, közülük 1112 román nemzetiségű; 1105 ortodox vallású. A községközpontban 109 ortodox vallású román lakos élt.

## Nevezetességei
- nárciszmező (Valeabarnitól négy kilométerre).
- A kozsokányi ortodox fatemplom 1700 és 1769 között épült, a 19. század elején tornáccal, 1939-ben pitvarral bővítették. Belső festését a resinári Gheorghe és Crăciun mesterek készítették 1769–1771-ben.
- A birlestyi ortodox fatemplom 1844-ben épült, belső festése 1846-ból való. A házcsoport a templom építése előtt, 1843-ban tért görögkatolikus hitre, a templom az egyház 1948-as betiltásáig a görögkatolikusoké volt.

## Híres emberek
- Mogoson született 1913-ban Octavian Bârlea görögkatolikus pap, a Vatikáni Rádió román részlegének vezetője.
- Birlestyen született 1917. augusztus 13-án Ovidiu Bârlea folklorista.

## Képek

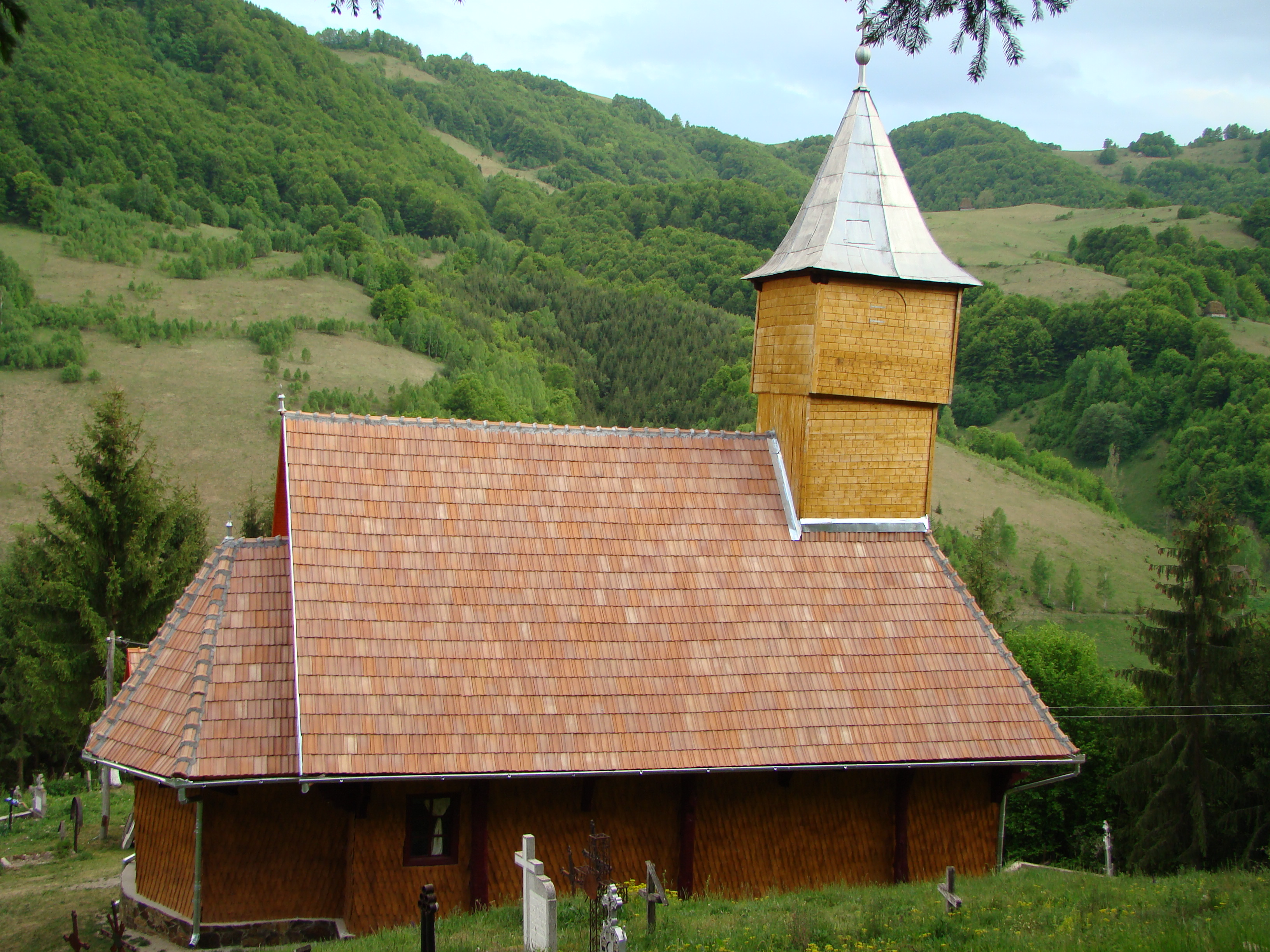
A kozsokányi fatemplom
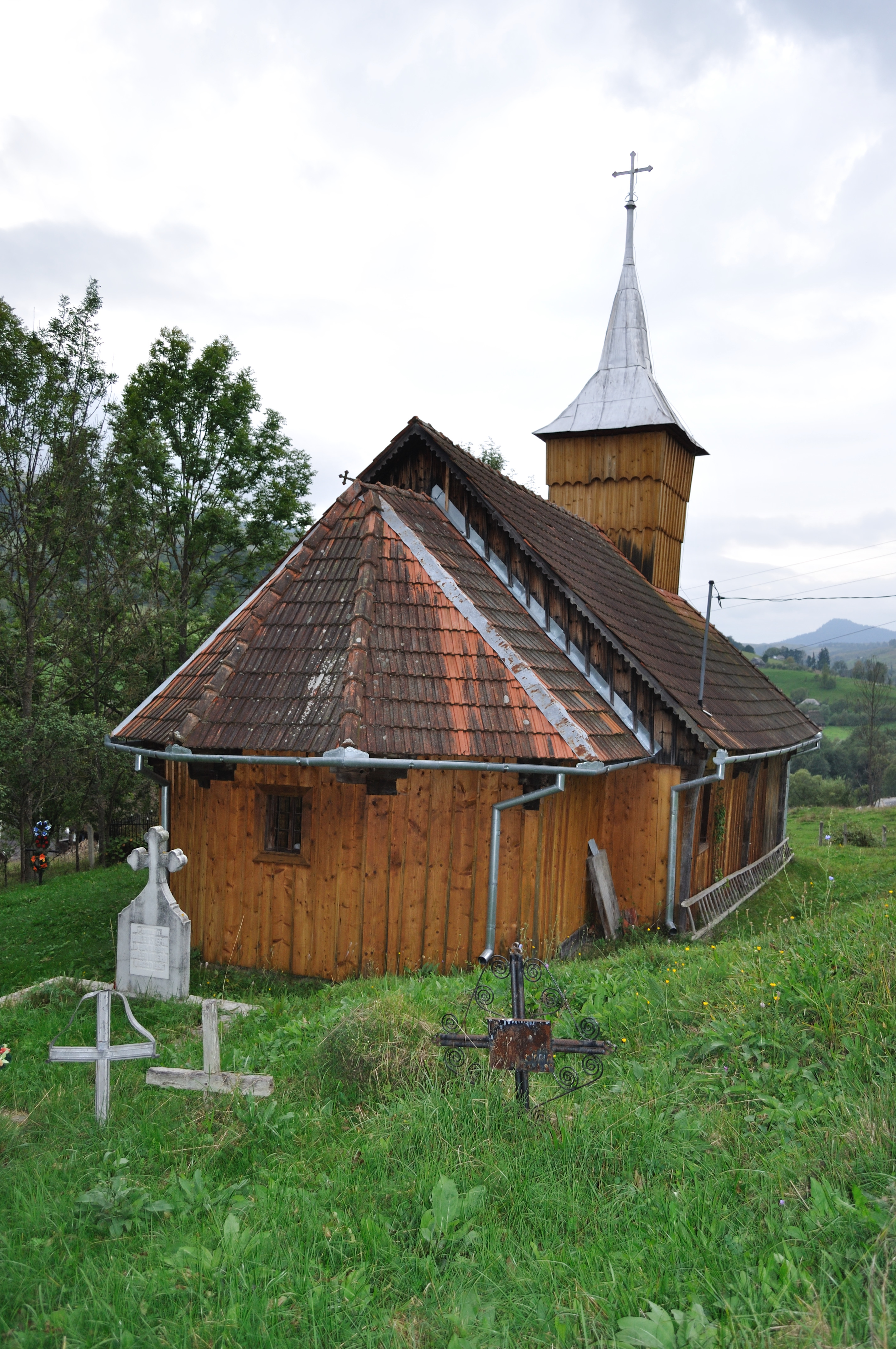
A birlestyi fatemplom
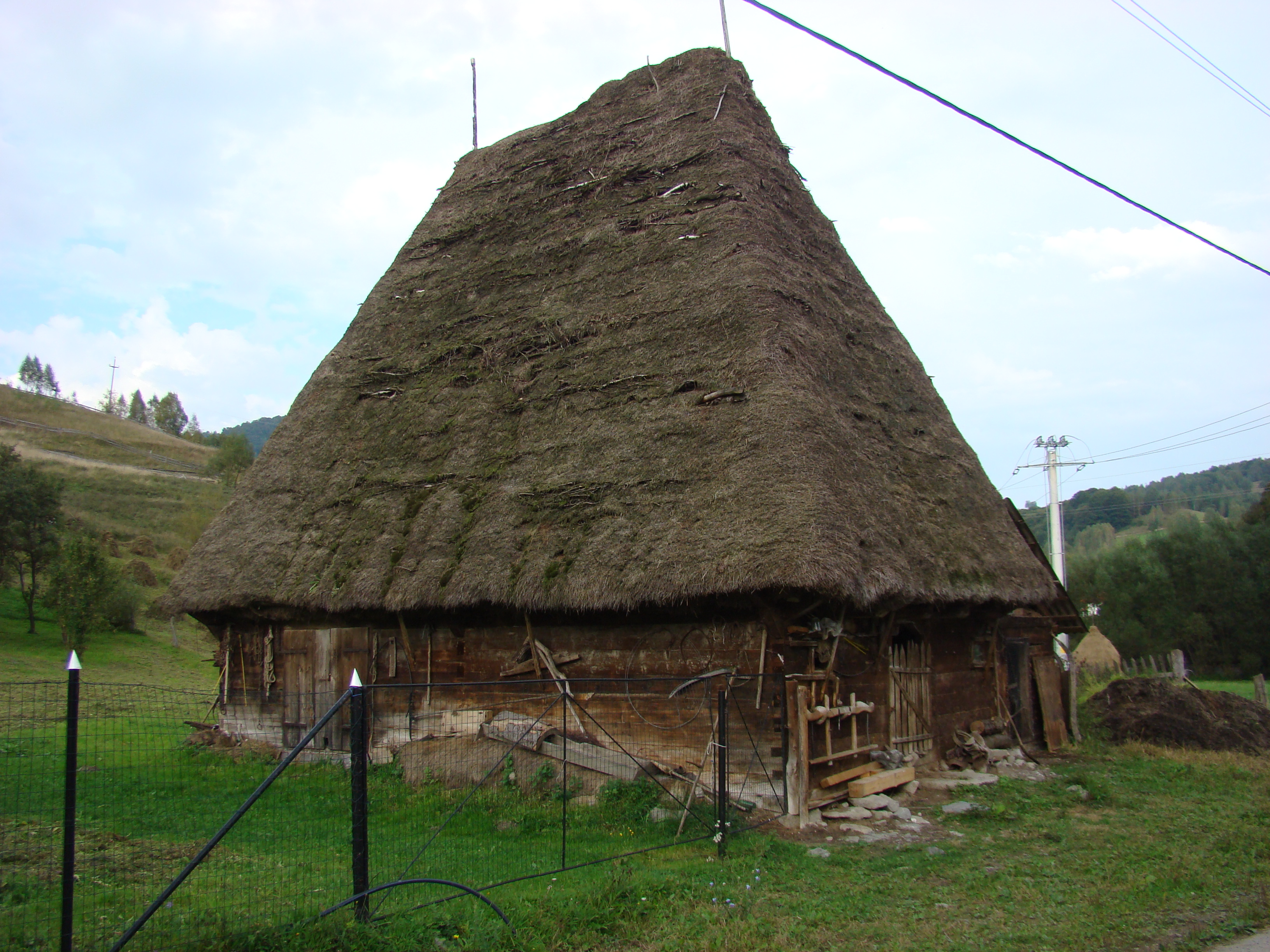
Móc házak
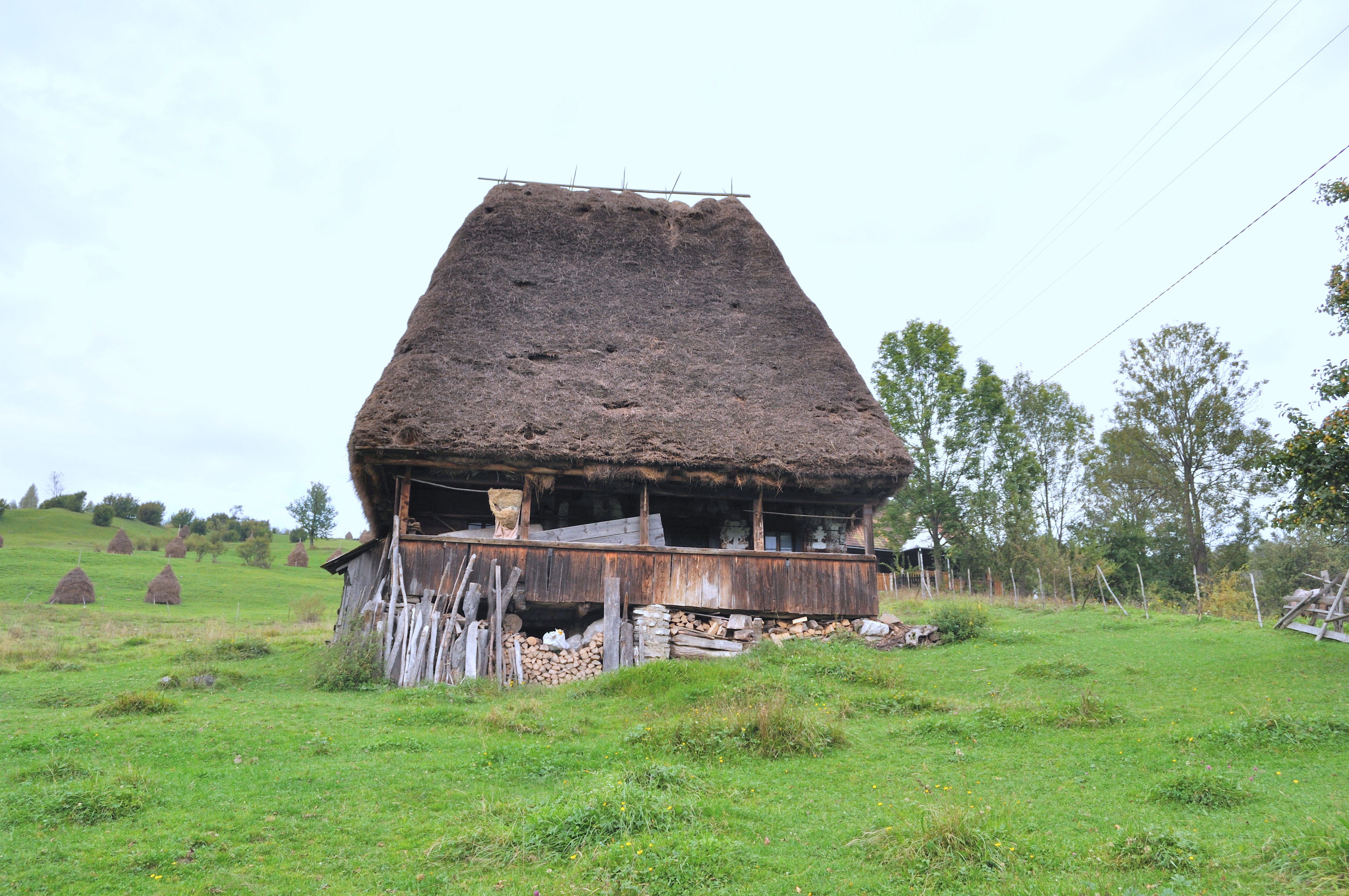